# Andy Hug
Andreas "Andy" Hug (7. září 1964 Curych – 24. srpen 2000 Bunkjó Japonsko) byl švýcarský karatista, šampion K-1. Byl prvním nejaponským bojovníkem, který se probojoval do finále mistrovství světa v kjokušin karate. V Japonsku ho přezdívali „Modrooký samuraj“.
V dětství byl kvůli neutěšeným rodinným poměrům ve škole terčem šikany. Proto se v deseti letech začal věnovat karate. Brzy se tak vypracoval, že mu bylo švýcarskou federací karate dovoleno bojovat na národním šampionátu, ve kterém vyhrál. V devatenácti letech poprvé bojoval v Japonsku na třetím mistrovství světa v kjokušin karate. O čtyři roky později (1987) se mu jako prvnímu cizinci podařilo probojovat až do finále. Velmi se zasloužil o rozvoj kyokushikanu v Evropě.
Do K-1 vstoupil v roce 1993. Po dobu svého působení v K-1 bojoval se všemi nejznámějšími bojovníky K-1 (Pieter Aerts, Mike Bernando, Mirko Filipovič, Stefan Leko, Ernesto Hoost atd.), kteří ho přezdívali „Železný muž“.
V srpnu roku 2000 mu v Japonsku lékaři našli na levé straně krku nádor. Trpěl leukemií. Nemoc už však byla v pokročilém stádiu a tak zemřel ještě téhož měsíce.